# Giao Ninh
Giao Ninh là một xã ven biển thuộc tỉnh Ninh Bình, Việt Nam.

## Địa lý
Trụ sở xã nằm cách phường Hoa Lư - trung tâm tỉnh lỵ Ninh Bình 46 km về phía Đông, có vị trí địa lý:
- Phía bắc giáp xã Xuân Hưng.
- Phía đông bắc giáp xã Giao Bình.
- Phía tây giáp xã Hải Hưng và xã Hải Quang.
- Phía nam giáp biển Đông.

Xã Giao Ninh	có diện tích:	25,81	km², 	dân số:	33.777	người, mật độ dân số: 	1309	người/km². 	Đây là đơn vị có diện tích xếp thứ:	68	, số dân xếp thứ: 	47	và mật độ dân số xếp thứ: 	50	trong số 129 xã, phường ở Ninh Bình.  
Xã này nằm trên Quốc lộ 37B. Đây là 1 trong 14 xã tiếp giáp trực tiếp với biển của tỉnh Ninh Bình.

## Lịch sử
Theo Nghị quyết số 1674/NQ-UBTVQH15 ngày 16/6/2025 về sắp xếp các đơn vị hành chính cấp xã của tỉnh Ninh Bình năm 2025, Theo đó, sắp xếp toàn bộ diện tích tự nhiên, quy mô dân số của thị trấn Quất Lâm, xã Giao Phong và xã Giao Thịnh thành xã mới có tên gọi là xã Giao Ninh.

## Du lịch
Giao Ninh có khu du lịch biển Quất Lâm là điểm đến thu hút khách du lịch nghỉ dưỡng và tắm biển.